# Aston Martin Valour
Aston Martin Valour – supersamochód klasy średniej produkowany pod brytyjską marką Aston Martin w latach 2023–2024.

## Historia i opis modelu
W drugiej połowie lipca 2023 Aston Martin przedstawił nowy model specjalny będący urozmaiceniem wobec regularnej oferty, a także specjalną konstrukcją manifestującą umiejętności konstruktorów oraz celebrującą 110. rocznicę założenia przedsiębiorstwa. Pod kątem wizualnym samochód zyskał nietypowy projekt silnie nawiązujący do estetyki retro, z nisko osadzonym pasem przednim zdobionym przez okrągłe reflektory oraz duży, prostokątny wlot powietrza. Elementy te nawiązują do klasycznych modeli firmy zarówno o torowym, jak i drogowym przeznaczeniu.
Tylny pas przyozdobił wąski pas świetlny, a także brak klasycznej szyby na rzecz dużego wlotu powietrza. Producent przewidział rozbudowany pakiet personalizacji wyglądu każdego z egzemplarzy Valoura, poczynając od kontrastowych lakierów, po dodatkowe elementy graficzne. Kabina pasażerska została wykończona z mieszanki drewna oraz włókna węglowego.
Do napędu Valoura wykorzystany został 5,2 litrowy silnik V12, który rozwinął moc 715 KM przy 753 Nm maksymalnego momentu obrotowego. Jednostka została połączona z 6-biegową manualną skrzynią biegów, a także układem adaptacyjnych stabilizatorów oraz rozbudowanego systemu ogólnego usztywnienia nadwozia podczas dynamicznej jazdy.

### Sprzedaż
Aston Martin Valour to samochód ściśle limitowany, którego łączna wielkość produkcji została ograniczona do 110 sztuk, z czego liczbę skorelowano z jubileuszem powstania brytyjskiej firmy. Produkcja rozpoczęła się jeszcze w 2023 roku, z realizacją pierwszych dostaw do nabywców z końcem 2024 roku. Cena za egzemplarz w momencie premiery została oszacowana na ok. 1 milion funtów.

### Silnik
- V12 5.2l 715 KM